# دانيال شيلدون نورتن
دانيال شيلدون نورتن (بالإنجليزية: Daniel Sheldon Norton)‏ هو محامي وسياسي أمريكي، ولد في 12 أبريل 1829 في ماونت فرنون في الولايات المتحدة، وتوفي في 13 يوليو 1870 في هيبينغ في الولايات المتحدة. نشط حزبياً في الحزب الجمهوري. وقد انتخب عضو مجلس ولاية مينيسوتا (5 يناير 1864 – 1866) وانتخب عضو مجلس نواب مينيسوتا وانتخب عضو مجلس الشيوخ الأمريكي (4 مارس 1865 – 13 يوليو 1870).